# Saint-Paterne-le-Chevain
Saint-Paterne-le-Chevain – gmina we Francji, w regionie Kraj Loary, w departamencie Sarthe. W 2013 roku liczba ludności wynosiła 2160 mieszkańców.
Gmina została utworzona 1 stycznia 2017 roku z połączenia dwóch ówczesnych gmin: Saint-Paterne oraz Le Chevain. Siedzibą gminy została miejscowość Saint-Paterne.